# كاري سكوري
كاري سكوري (بالإنجليزية: Carey Scurry)‏ مواليد 4 ديسمبر 1962 في بروكلين، هو لاعب كرة سلة أمريكي معتزل. بدأ مسيرته الاحترافية في سنة 1985. تم اختياره من قبل فريق يوتا جاز خلال الدرافت. يبلغ طوله 6 قدم 7 بوصة (2.0 م). اعتزل اللعب في 1997.

## المسيرة الاحترافية
لعب مع يوتا جاز من سنة 1985 إلى 1988، ثم لعب مع نيويورك نيكس في سنة 1988، ثم لعب مع نادي أولمبياكوس لكرة السلة في موسم 1988–1989، ثم لعب مع نادي جرانوليريس لكرة السلة في الدوري الإسباني في سنة 1990.

## روابط خارجية
- كاري سكوري على موقع إن بي أي (الإنجليزية)
- كاري سكوري على موقع سبورتس رفرنس (الإنجليزية)
- كاري سكوري على موقع الدوري الإسباني لكرة السلة (الإسبانية)
- كاري سكوري على موقع كرة السلة الأوروبية.كوم (الإنجليزية)
- كاري سكوري على موقع كلية كرة السلة في سبورتس رفرنس.كوم (الإنجليزية)
- كاري سكوري على موقع ريلجم (الإنجليزية)
- كاري سكوري على موقع بروبوليرز (الإنجليزية)
- كاري سكوري على موقع سبورتس رفرنس (الإنجليزية)